# Culicoides cunctans
Culicoides cunctans är en tvåvingeart som först beskrevs av Johannes Winnertz 1852.  Culicoides cunctans ingår i släktet Culicoides och familjen svidknott.
Artens utbredningsområde är Tyskland. Inga underarter finns listade i Catalogue of Life.